# Georgina Campbell
Georgina Campbell   (Sheffield, 12 de juny de 1992) és una actriu i model anglesa. Va guanyar el premi BAFTA TV 2015 a la millor actriu per Murdered by My Boyfriend (2014). És coneguda també pels seus papers a Broadchurch (2017), a l'episodi de Black Mirror «Hang the DJ» (2017) i a Bird Box Barcelona (2023).

## Trajectòria
Campbell és filla d'un pare jamaicà agent de policia i una mare anglesa professora. És la segona de tres filles. Després que els seus pares es divorciessin, va ser criada per la seva mare i el seu padrastre a Dartford. Campbell es va graduar amb un Bachelor of Arts en estudis cinematogràfics al Royal Holloway el 2014.
Als 16 anys, Campbell va ser descoberta al carrer per al seu primer paper com a Lucy a la websèrie del 2009 Freak. Després va tenir papers menors en sèries com Casualty, Holby City, Doctors i Death in Paradise. Tenia 22 anys quan va guanyar el premi BAFTA TV a la millor actriu per la seva interpretació d'Ashley Jones al telefilm de la BBC Three Murdered by My Boyfriend.
Més endavant, ha treballat a El rei Artús: La llegenda d'Excalibur (2017), en un episodi de His Dark Materials (2019) d'HBO, a El misteri d'El Cavall Cendrós (2020) i a Tothom m'odia (2021).